# Pericallis webbii
Pericallis webbii is een plantensoort uit de composietenfamilie (Compositae of Asteraceae)
die endemisch is op het Canarische eiland Gran Canaria. Ze is daar te vinden, vooral in het noorden, in de schaduwrijke ravijnen (barrancos) die van de kust tot hoog in de bergen voeren. De soortaanduiding webbii is een eerbetoon aan de Engelse botanicus Philip Barker Webb (1793-1854), die tussen 1828 en 1830 de flora van de Canarische eilanden in kaart bracht. De Spaanse naam van de plant is "flor de mayo". De plant werd voor het eerst beschreven in 1845 door Carl Heinrich Schultz Bipontinus en in 1860 door Carl August Bolle heringedeeld in het geslacht Pericallis. 

## Beschrijving
Pericallis webbii is een 0,4 tot 1,2 m hoge, rechtopstaande vaste plant met een dikke wortelstok. De onderste bladen zijn cirkelrond, nauwelijks gelobd en hebben een golvende, dubbel getande rand. De bovenzijde van het blad is kaal, de onderzijde witviltig behaard. De bladsteel heeft enige aanhanseltjes. De bovenste bladen zijn aan de basis verbreed en stengelomsluitend. Het bloeiwijze bestaat uit 10 tot 20 bloemhoofdjes, die een doorsnee van 1-2,5 cm hebben. Elk hoofdje bestaat uit een krans van 8 tot 14 witte tot karmijnkleurige straalbloemen en een hart van paarse buisbloemen. De omwindselblaadjes zijn over het algemeen kaal. De bloeitijd is van mei tot juni. De vrucht is een nootje met vruchtpluis.

## Afbeeldingen

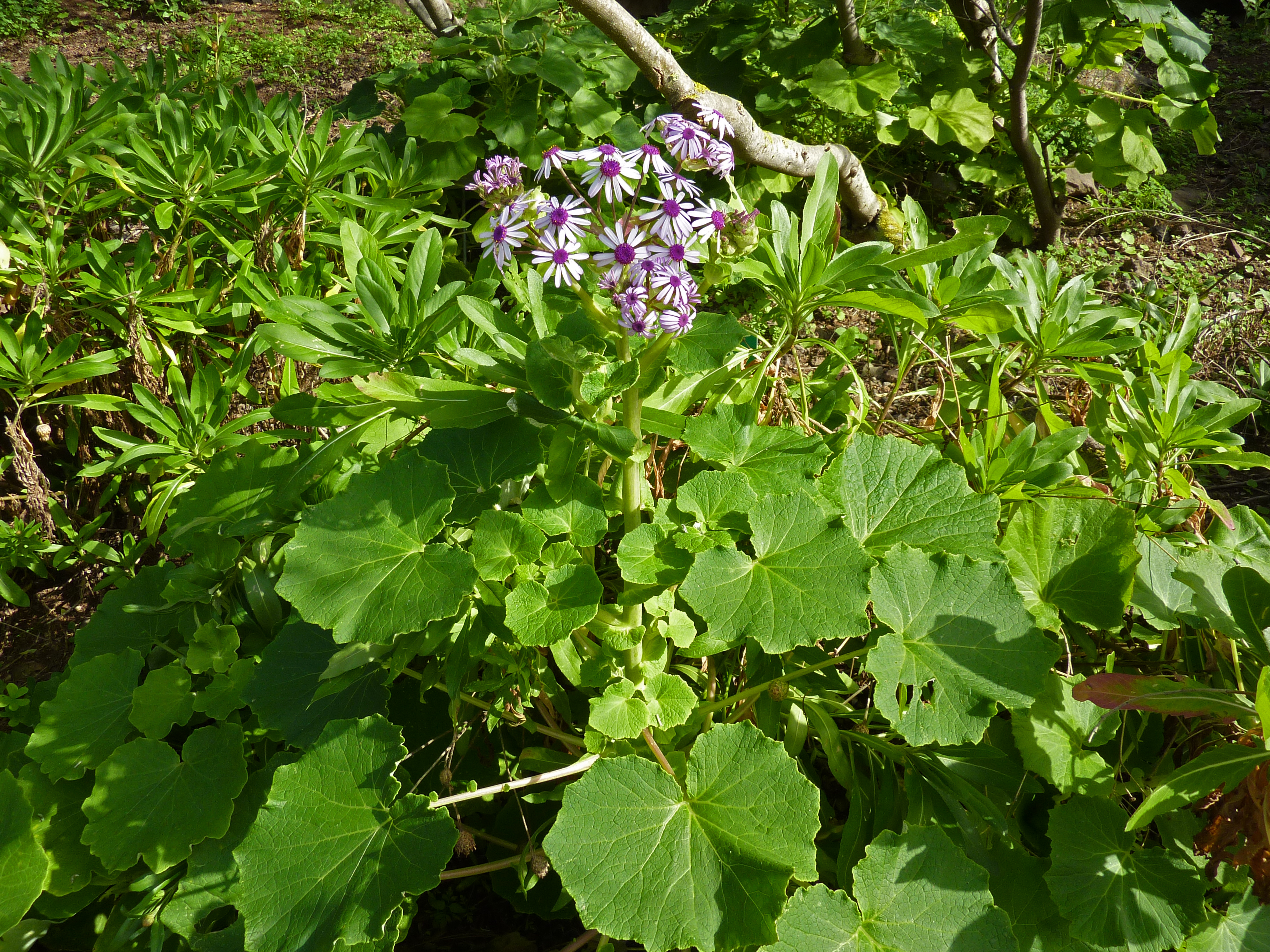
Plant
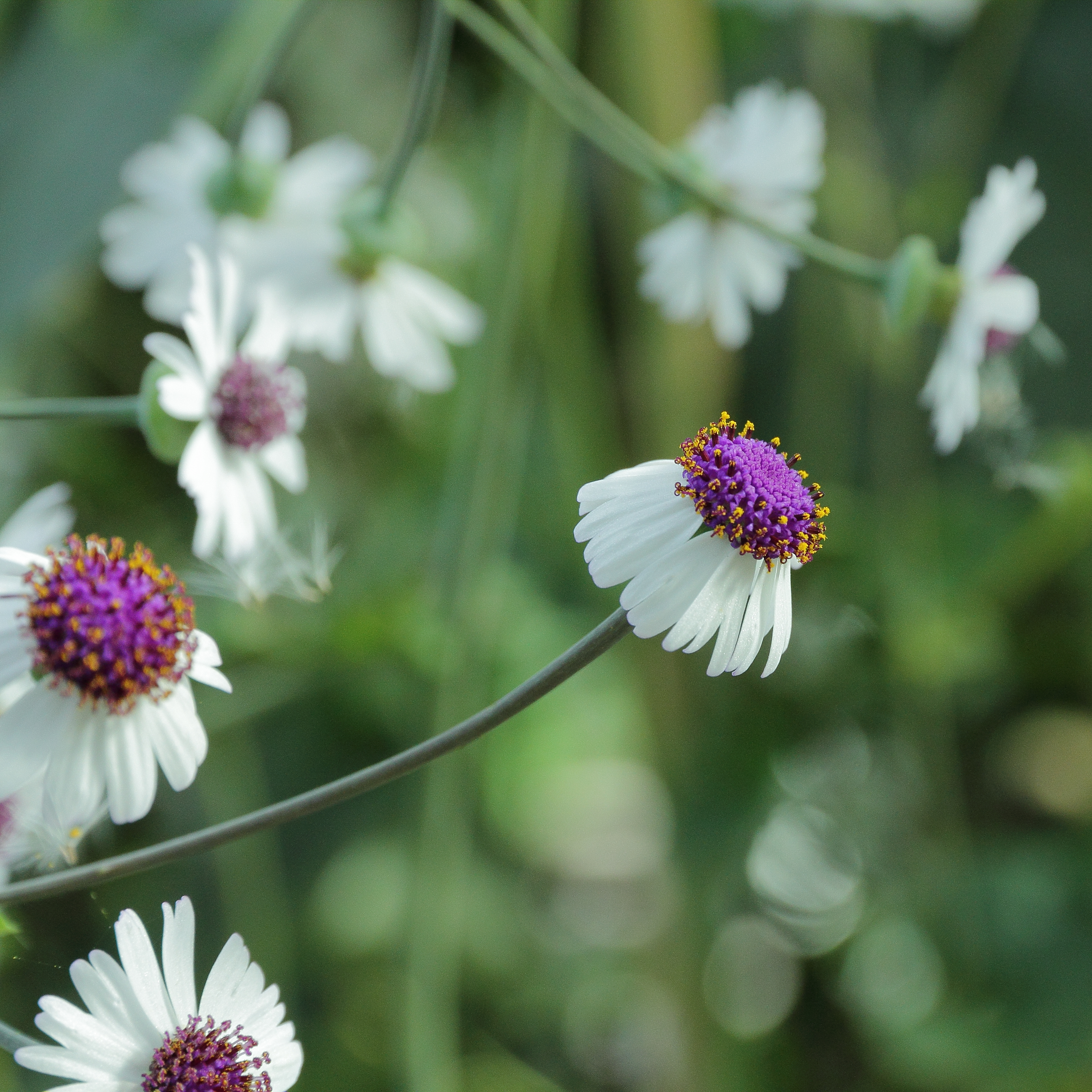
Bloem
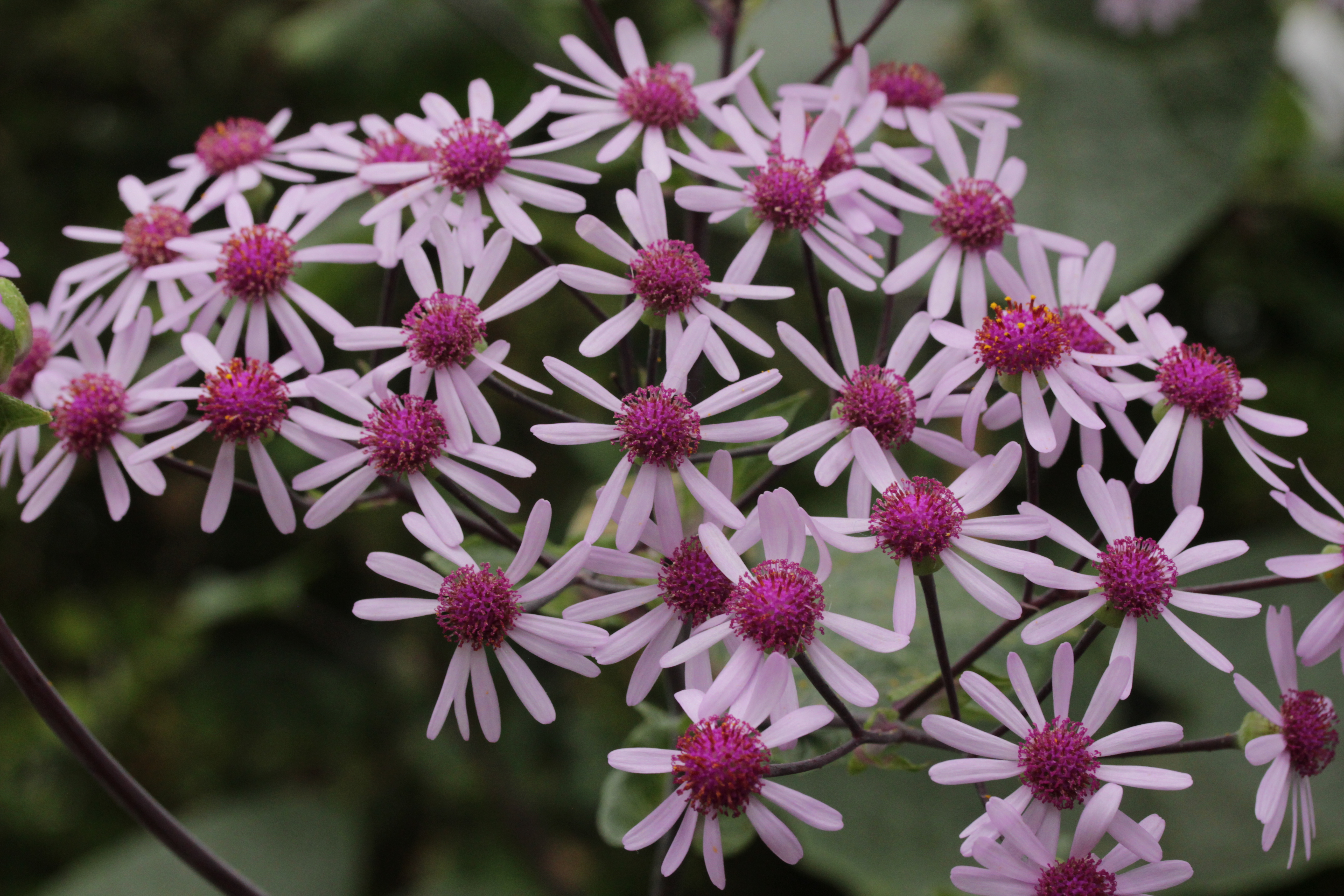
Bloemen